# Patagotitan
A Patagotitan a Sauropoda titanosaurusok egyik neme. Egyetlen faja ismert, a Patagotitan mayorum, amelynek maradványait Argentína Patagónia régiójában, Chubut tartományban találták meg, a Cerro Barcino formációban. A leletet 2014-ben jelentették be, és José Carballido, Diego Pol és kollégáik nevezték el 2017-ben.

## Leírása

### Mérete

A Patagotitan és az ember méretének összehasonlítása

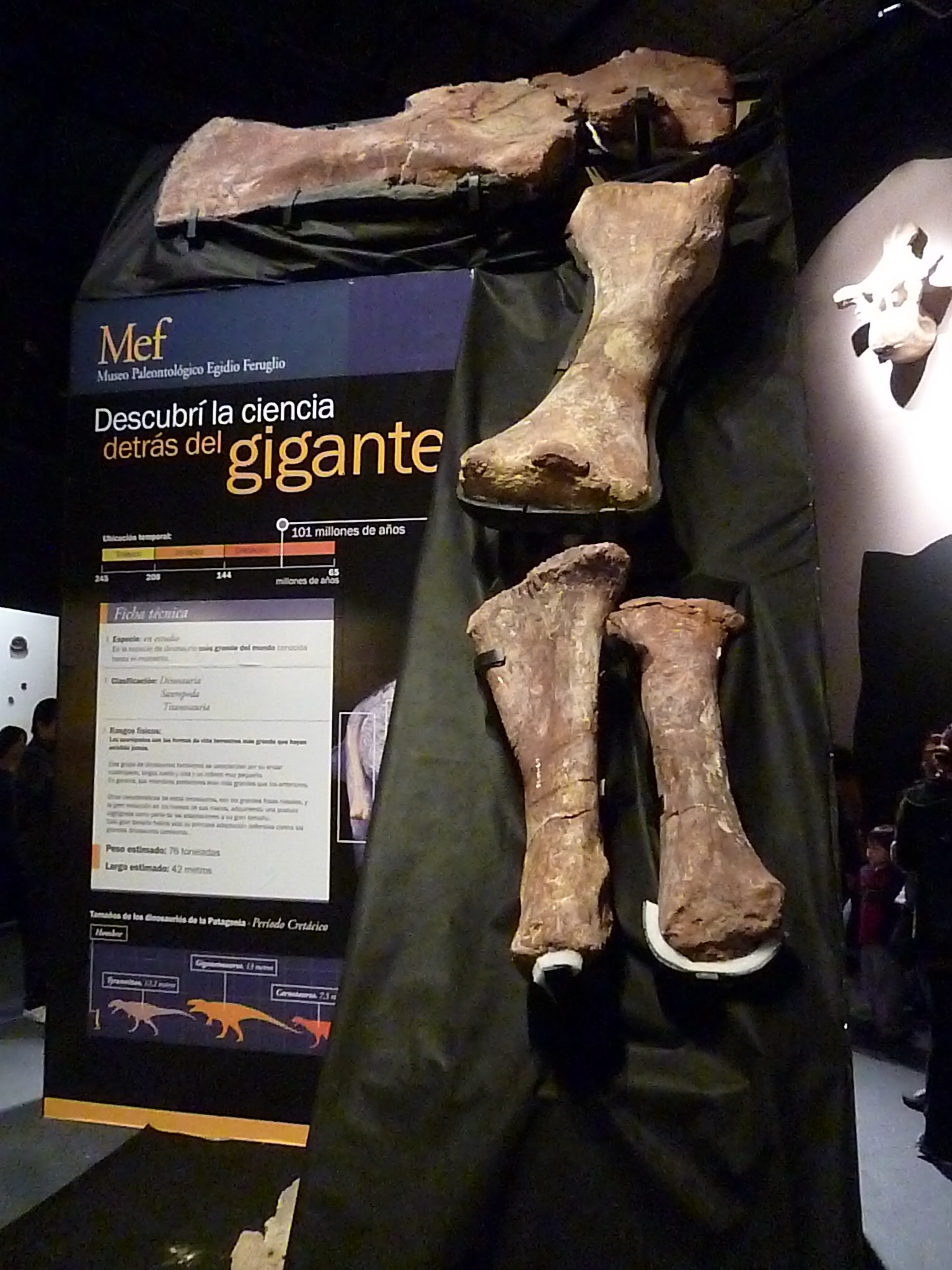
Első végtagja, Museo Egidio Feruglio de Trelew, Chubut

Újabb becslések szerint (amelyek még változhatnak) a P. mayorum 37 méter hosszú és 55–69 tonna tömegű lehetett.
Korábbi becslések a hosszát 40 méterre, a testtömegét 77 tonnára tették. Ez hasonló az Argentinosaurus, egy másik titanosaurus nem, méreteihez (73–96,4 tonna). Vagyis a Patagotitan a valaha élt egyik legnagyobb szárazföldi állat volt.

## Fordítás
Ez a szócikk részben vagy egészben  a   Patagotitan című angol Wikipédia-szócikk ezen változatának fordításán alapul.  Az eredeti cikk szerkesztőit annak laptörténete sorolja fel. Ez a jelzés csupán a megfogalmazás eredetét és a szerzői jogokat jelzi, nem szolgál a cikkben szereplő információk forrásmegjelöléseként.